# Villanueva de Campeán
Villanueva de Campeán è un comune spagnolo di 184 abitanti situato nella comunità autonoma di Castiglia e León.